# ザキー・アル＝アルスーズィー
ザキー・アル=アルスーズィー（アラビア語: زكي الأرسوزي, ラテン文字転写: Zakī al-Arsūzī、1900年6月 - 1968年7月2日） は、シリアの哲学者、言語学者、社会学者、歴史家であり、アラブ・ナショナリストである。彼の思想は、バアス主義とその政治運動の発展に重要な役割を果たした。生涯にわたって幾つかの書籍を出版し、その中では『アラブの天賦の才はその言語にある』（1943年）が有名である。
アルスーズィーは、シリア・ラタキアの 中流階級の家庭に生まれ、フランスのソルボンヌ大学留学中に、ナショナリズムに興味を持った。1930年にシリアに戻り、1933年に民族行動同盟(LNA) のメンバーをなった。その後、政党活動に幻滅し1938年にダマスカスに移り1939年にはLNAを脱退した。ダマスカスにおいては、学生を中心とするヨーロッパ史、ナショナリズム、哲学について議論するグループを主宰していた。LNAを去って間もなく、「明確な教義」を持ったアラブ・ナショナリストの政党として、アラブ民族党を設立した。バグダードで職を得たため短期間の活動であったが、すぐにシリアに戻ることになり、1940年11月に新たに秘密結社「アラブ・バアス」を結成した。1944年にメンバーのほとんどがアフラクとビータールの率いるアラブ・バアス運動に合流したが、両者は思想的にはほぼ同一であった。
1947年に 2つのバアス運動は合併し、後に政権を取ることになるアラブ・バアス党としてまとまった。しかし、合併したものの、アルスーズィーは合併大会に出席せず、党員資格も与えられなかった。1940年代から1950年代の時期には、政治から離れて教員として働いた。だが、1960年代のバアス党政権内の権力闘争が彼を復帰させることになった。政権内でアフラクとビータールの派閥と、サラーフ・ジャディードとハーフィズ・アル＝アサドの派閥の間の対立が起きた。アフラクとビータールは敗れ1966年にシリアから逃れた。アフラクは、シリアのバアス党と決別したイラクのバアス党のもとに迎えられた。そのため、シリアのバアス党は、アフラクとビータールに代わるイデオローグとしてアルスーズィーを復帰させた。
アルスーズィーの社会、言語およびナショナリズムに関する思想はバアス主義の思想の一部となった。アラブ人が過去の千年間を失っていたアラブのアイデンティティを再確立するときにアラブ国家は統一される、というのがその考えであった。アラブの統一への鍵は言語であるとした。

## 生涯

### 子供時代･青年時代：1899年-1930年
アルスーズィーは、1900年にオスマン帝国支配下のラタキアのアラウィー派の中流家庭に生まれた。母親のマリヤムが著名な宗教一家の出身である一方で、父親のナジーブは弁護士だった。2人の兄と2人の姉がいた。1904年に一家でアンティオキアに移住した。その頃、クッターブ(初等教育機関)で学び始め、コーランを記憶した。4年後、両親は彼にオスマン帝国内の正統な教育を受けさせるためにRüşdiye（中等学校）に入学させた。1915年、彼の父は民族主義的な活動をしたとして、オスマン帝国当局によって逮捕された。アルスーズィーは後にアラブ・ナショナリズムに関心を抱くきっかけになった出来事であったと回想していた。彼の父が短期間投獄された後、一家はコンヤの街に移住させられた。1年後、アンティオキアに戻ることが許された。アルスーズィーによると、彼の父は、ファイサル1世がダマスカス入りしたというニュースを聞いて、アンタキアの政府庁舎のオスマン帝国旗をハーシム家の旗に取り替えた。
第一次世界大戦後、アルスーズィーはレバノンの在俗会(Institut Laïc)で学び始めた。そこで哲学に触れると共に、フランス語の語学力を極めた。一方で無神論者として煙たがられた。彼はしばしば、「神の子より地上の我々のほうがよほど様々な問題を解決できる」と言っていた。修了後、アンティオキアの中等学校の数学教師の職を得たが、その後アルスーズ学区を統率する職に就き、1924年から1926年まで務めた。1927年、フランス高等弁務事務所から奨学金を得てソルボンヌ大学(パリ大学)に留学した。1930年まで留学していたが、学位を得ることは無かった。留学中、前植民地行政官ジャン･ガルミエと親交を結んだ。ソルボンヌでは19世紀のヨーロッパ哲学に魅せられ、ジョルジュ・デュマ、エミール・ブレイエ、レオン・ブランシュヴィック(彼の指導教授)、アンリ・ベルクソン、ヨハン・ゴットリープ・フィヒテなどの哲学に関心を持った。最も影響を受けた書籍は、ベルクソンの『創造的進化』(L'Evolution créatrice)、フィヒテの『ドイツ国民に告ぐ』(Reden an die Deutsche Nation)であった。思想家の中ではフィヒテに最も共感していた。

### アレクサンドレッタ問題とバアス運動の創設：1930年−1939年

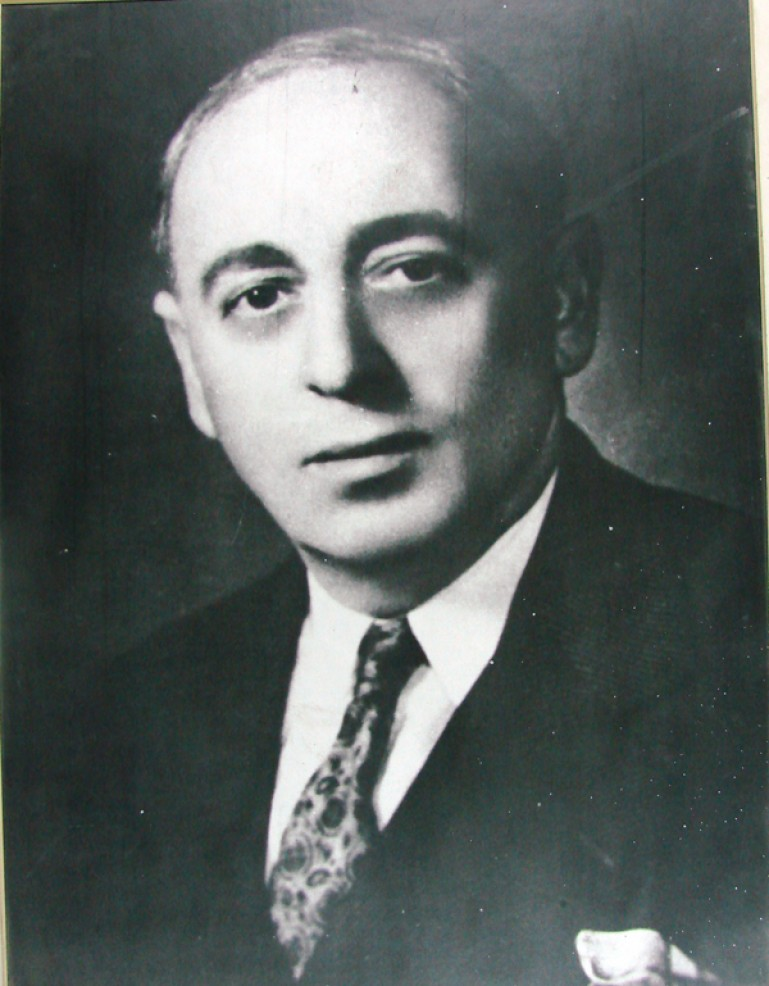
アンティオキアでの教員時代

1930年にシリアに戻り、1932年からアンティオキアで教員を勤めた。フランス植民地当局は彼がシリア内で生徒にヨーロッパ哲学やフランス革命などの話題について教えることを禁じた。フランス革命の理念である「自由、平等、博愛」について生徒に説くと、教室から追放された。1934年、学生クラブであるクラブ・デ・ボザールを創設し、フランス文化の拡散をはかった。フランス当局はクラブに難色を示したが、このことが本格的な政治活動のきっかけとなり、アラブ・ナショナリストへと傾いていった。
1933年8月、レバノン・カルナーイルで50人のアラブ・ナショナリストとともに民族行動同盟(LNA)を結成した。LNAはオスマン帝国時代のエリートの支配を受けない数少ないアラブ系政党の一つだった。LNAのメンバーは若く、西欧で教育を受けたものが多かった。人々の間で人気が高まったが、1935年に創設者のアブドゥッラッザーク・アル＝ダンダシが死去してからは衰退した。アルスーズィーは創設時から1939年までアンティオキアの地域代表となった。1930年代にトルコが初めてアレクサンドレッタを併合しようと試みた際にはこれを強く非難し、1934年から1938年にかけてのアラブ・ナショナリスト闘争の象徴となった。1939年、フランスとトルコが同盟を結ぶことと引き換えに、フランス支配下のシリアはアレクサンドレッタ地方をトルコに割譲した。このあと、アルスーズィーはLNAを脱退した。1938年よりダマスカスでアラブ主義とアラブ・ナショナリズムの研究に取り組みはじめた。政党政治に幻滅し、学生を集めて学習グループを主催した。アルスーズィーは、学習グループにおいて、フランス革命、明治維新、ドイツ統一、イタリア統一運動（リソルジメント）について論じ、フィヒテ、フリードリヒ・ニーチェ、カール・マルクス、ゲオルク・ヴィルヘルム・フリードリヒ・ヘーゲル、オスヴァルト・シュペングラー、ベルクソンの思想を説いた。LNAを脱退してすぐ、「明確な教義」を持ったアラブ・ナショナリストの政党としてアラブ民族党を創設した。アルスーズィーは間もなくバグダードに移った為、政党活動は長くは続かなかった。バグダード滞在中にアラブ・ナショナリズムをイラク人にも広めようとしたが、1940年に失望してシリアに戻った。1940年11月29日、アルスーズィーはアラブ・バアスを結成した。

### アラブ・バアス：1940年−1947年
アルスーズィーがアラブ・バアスを結成したのと時を同じくして、アフラクとビータールらがアラブ復興運動を結成した。アフラクやビータールらが政党組織に力を入れる一方で、アルスーズィーは1959年まで教師として働き続けた。アルスーズィーの党にはメンバーはあまり多くなく、書物を読み、執筆・翻訳などをすることに時間を使っていた。1941年、アルスーズィーはダマスカスから追放され、3名のメンバーが逮捕され、残りはダマスカスを脱出した。翌年、アルスーズィーは仲間と共に党の再建を試みたが、失敗に終わった。仲間の一人はアルスーズィーが亡命生活中に被害妄想気味になっていたと証言していた。1944年、メンバーの多くは脱退し、アフラクらのアラブ・バアス運動（1943年に改称した旧アラブ復興運動）に合流した。アルスーズィーとアフラクの関係は最悪なものとなった。アルスーズィーは、党名を奪ったとしてアフラクを非難した。
同時に、アルスーズィーの政治への興味は薄れていき、言語学の研究に時間を費やすようになった。1943年、研究はアラビア語の語根や弁別的素性を分析した『アラブの天賦の才はその言語にある』の出版で頂点を極めた。しかし一方で、アルスーズィーは徐々に精神的に不安定になっていった。彼を知る複数の人物が、アルスーズィーが社会や友人との接触を避けるようになったと記している。
イラクでラシード・アリー・アル＝ガイラーニーのクーデターが起こって以降、アルスーズィーの人気は下がっていった。イギリス･イラク戦争において、アフラクとビータールはイラク救援シリア委員会を設立し、ガイラニ率いるイラク政府を支援した一方、アルスーズィーはガイラニの政策は失敗するという理由で関わることに反対していた。アルスーズィーを支持する者もいたが、多くはアフラクの理想主義に魅力を感じた。また、アルスーズィーが人間不信になっていたことも人気低下の原因であった。
1947年、アフラクやビータールらのアラブ・バアス運動はアラブ・バアスと合併した。アラブ・バアス側の交渉役はワヒーブ・アル= ガニームとジャラール・アッ=サイイドであり、アルスーズィーではなかった。唯一の課題は社会主義的な政策をどれほど取り入れるかであった。二つのグループは合意に達し、バアス運動は急進的になり、さらに左傾化していった。アルスーズィーはバアス党設立総会には出席せず、党員資格も与えられなかった。

### 晩年：1948年−1968年
1940年にバグダードから帰国してから、アルスーズィーは哲学講師の職を得たが、すぐに解任された。1945年から1952年 まではハマーとアレッポで中等教員を務め、1952年から1959年に退職するまでは教員養成学校で教えた。
1963年のバアス党第6回党大会以降、アフラクやビータールら創設メンバーは徐々に地位を失い、代わりに権力を持ちはじめていたハーフィズ・アル＝アサドは、アルスーズィーに軍におけるイデオロギー形成を依頼した。アルスーズィーはその後、政府から恩給を受けるようになった 1965年には民族指導部メンバーに選出された。当時指導者の一人となっていたサラーフ・ジャディードは、アフラクやビータールら旧指導者のリーダーシップに反発し、アルスーズィーをバアス思想の創始者として彼らに取って代わらせようとした。1966年にバアス党がシリアとイラクに分裂して以後は、アルスーズィーはシリア派の主要なイデオローグとなった。一方のアフラクはイラクに受け入れられた。1966年から1968年に死去するまではアサドとジャディードのイデオロギー面での個人的なアドバイザーとなった。1968年7月2日、ダマスカスにて死去した。

## アルスーズィーの思想
アルスーズィーの中心的思想は、アラブ国家の統一であった。彼はアラブ国家がイスラム教成立前後のアラブの歴史までさかのぼることができると信じていた。歴史的なつながりこそが重要であり、言語を通じて過去と現在のアラブ人を繋ぐことが、現代においてアラブ国家を再興させる唯一の方法であると考えていた。要するに、失われたアラブ・アイデンティティをとりもどす為の鍵となるのは、言語であると信じていた。アルスーズィーは、ヨーロッパのナショナリズムは因果性に基づくものであるが、アラブのナショナリズムは自発性の基づくものであると主張していた。

## 参照
1. ↑  Helms, 1984, pp. 64–65.
2. ↑  Watenpaugh 1996, p. 364.
3. ↑  Watenpaugh 1996, p. 365.
4. ↑  Seale, 1990, p. 27.
5. ↑  Moubayed, 2006, pp. 142–143.
6. 1 2 3 4  Choueiri, 2000, p. 144.
7. ↑  Moubayed, 2006, p. 143.
8. ↑  Schumann, 2008, p. 91.
9. ↑  Curtis, 1971, pp. 134–135.
10. ↑  Curtis, 1971, p. 135.
11. ↑  Rabinovich, 1972, p. 7.
12. ↑  Seale, 1990, p. 30.
13. ↑  Curtis, 1971, p. 139.
14. ↑  Seale, 1990, p. 34.
15. ↑  Charif, 2000, p. 245.
16. ↑  Commins, 2004, p. 47.
17. 1 2  Seale, 1990, p. 89.
18. ↑  Choueiri, 2010, p. 113.
19. ↑  Bengio, 1998, p. 218.
20. ↑  Moubayed, 2006, p. 144.
21. ↑  Choueiri, 2000, pp. 147–148.